# Gnaphosa balearicola
Gnaphosa balearicola är en spindelart som beskrevs av Embrik Strand 1942. Gnaphosa balearicola ingår i släktet Gnaphosa och familjen plattbuksspindlar. Inga underarter finns listade i Catalogue of Life.